# لوئیزا مارتیندیل
لوئیزا مارتیندیل (انگلیسی: Louisa Martindale; ۳۰ اکتبر ۱۸۷۲ – ۵ فوریهٔ ۱۹۶۶) پزشک، جراح و نویسنده انگلیسی بود. او همچنین به عنوان قاضی در دادگاه برایتون خدمت کرد، کمیسر زندان و عضو شورای ملی زنان بود. او در جنگ جهانی اول با بیمارستان‌های زنان اسکاتلند در صومعه رویامون فرانسه خدمت کرد و در جنگ جهانی دوم به عنوان جراح در لندن فعالیت داشت. او از طریق نوشته‌هایش، پزشکی را به عنوان شغلی برای زنان ترویج می‌کرد.

## زندگی اولیه
لوئیزا مارتین دیل در لیتون‌استون، اسکس متولد شد. او اولین فرزند ویلیام مارتین دیل (حدود ۱۸۳۲–۱۸۷۴) و همسر دومش لوئیزا (با نام خانوادگی اسپایسر) بود. خانواده او پیشینه مذهبی در کلیسای کانگریگیشنال داشتند. مادرش که «حامی زندگی گسترده‌تر برای زنان» بود، فعال حقوق زنان و عضو فدراسیون لیبرال زنان و کمیته اجرایی اتحادیه ملی جوامع حق رای زنان (NUWSS) بود. در دهه ۱۸۸۰، خانم مارتین دیل به‌طور منظم برای دختران مغازه‌دار برایتون پذیرایی می‌کرد و لوئیزای جوان در محیطی حمایت‌گر برای آینده حرفه‌ای خود بزرگ شد.
پس از مرگ ویلیام مارتین دیل، خانواده به کورنوال نقل مکان کردند و سپس به آلمان و سوئیس رفتند، قبل از اینکه در نهایت به لوئیس، شرق ساسکس بازگردند. در سال ۱۸۸۵، خانواده دوباره نقل مکان کردند، این بار به برایتون تا لوئیزا و خواهرش هیلدا بتوانند در دبیرستان دخترانه برایتون (اکنون به نام دختران برایتون) تحصیل کنند.
از سنین پایین تصمیم گرفته شده بود که لوئیزا پزشک شود و در ۱۷ سالگی به کالج رویال هالووی، دانشگاه لندن در اگهام فرستاده شد و در سال ۱۸۹۲ مدرک مارتیکولیشن لندن را دریافت کرد. سپس در سال ۱۸۹۳ وارد مدرسه پزشکی زنان لندن شد و در سال ۱۸۹۹ مدرک MB و در سال ۱۹۰۰ مدرک BS خود را دریافت کرد. او سپس به هال در شمال انگلستان رفت تا دستیار دکتر مری ماردوک شود و این آغاز زندگی حرفه‌ای او بود. ماردوک و مارتین دیل به عنوان شرکای تجاری با یکدیگر همکاری نزدیکی داشتند. در سال ۱۹۰۲، آنها به تعطیلات دوچرخه‌سواری به وین، برلین و سوئیس رفتند. این مشارکت تا سال ۱۹۰۶ ادامه یافت.

## حرفه پزشکی
پس از پنج سال فعالیت در هال، مارتین دیل در سال ۱۹۰۶ مدرک دکترای پزشکی خود را دریافت کرد و به برایتون بازگشت. او مطب خصوصی خود را راه اندازی کرد و خیلی زود از او دعوت شد تا به عنوان پزشک معالج در درمانگاه زنان و کودکان جاده لوئیس (که در سال ۱۹۱۱ به بیمارستان لیدی چیچستر، شعبه برایتون تبدیل شد) مشغول به کار شود.
او در جنگ جهانی اول با بیمارستان‌های زنان اسکاتلند در صومعه رویامون فرانسه خدمت کرد و در جنگ جهانی دوم به عنوان جراح در لندن فعالیت داشت. در سال ۱۹۲۰، او نقش کلیدی در تأسیس بیمارستان جدید ساسکس برای زنان در جاده ویندلشام، برایتون داشت و تا سال ۱۹۳۷ به عنوان جراح و پزشک ارشد در آنجا خدمت کرد.
پس از نقل مکان به لندن به عنوان جراح مشاور، مارتین دیل به سرعت به عنوان جراح افتخاری بیمارستان ماری کوری شناخته شد. در سال ۱۹۳۱، مارتین دیل به عنوان رئیس فدراسیون پزشکان زن انتخاب شد و در همان سال عنوان CBE را دریافت کرد. دو سال بعد، او به عنوان عضو انجمن سلطنتی متخصصان زنان و زایمان انتخاب شد. در سال ۱۹۳۷، مارتین دیل به عنوان اولین زن عضو شورای کالج سلطنتی متخصصان زنان و زایمان منصوب شد.
علایق پزشکی مارتین دیل گاهی بحث‌برانگیز بود، به ویژه مطالعات او در مورد بیماری‌های مقاربتی و فحشا. کتاب او با عنوان «زیر سطح» (۱۹۰۹) که در آن به صراحت در مورد این موضوعات صحبت کرده بود، ظاهراً جنجالی در مجلس عوام برانگیخت. او همچنین پایه‌های تحقیقات در مورد درمان سرطان رحم و رشد فیبروئید در زنان را از طریق پرتودرمانی فشرده بنا نهاد. او زندگی حرفه‌ای طولانی و برجسته‌ای در پزشکی داشت و بیش از ۷۰۰۰ عمل جراحی انجام داد. کار او احترام و قدردانی همکاران و بیمارانش را به همراه داشت: او در سال ۱۹۳۳ به عنوان عضو انجمن سلطنتی متخصصان زنان و زایمان انتخاب شد و عضو انجمن پزشکی سلطنتی بود.